# Medicina en la Antigua Roma

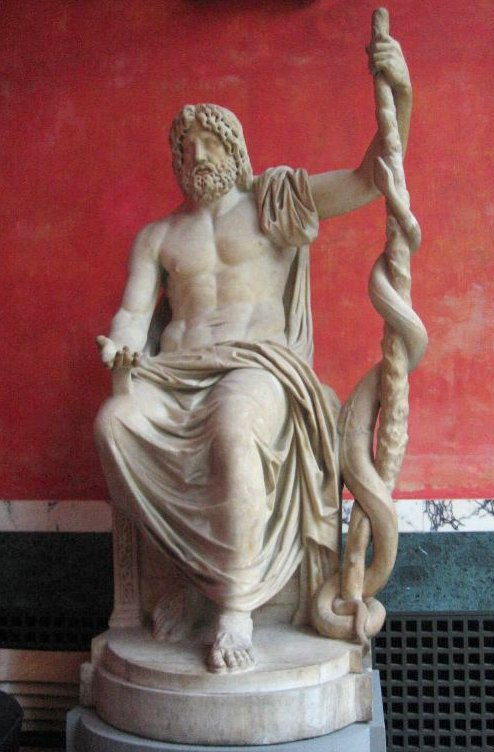
Estatua simbólica de Asclepio sosteniendo su bastón. En períodos posteriores, se ha confundido con el caduceo, que está rodeado de dos serpientes. La serpiente podría haber sido originalmente un gusano parásito que se quita con un palo. La serpiente jugó un papel como símbolo de curación en el ritual romano, que había sido un símbolo propicio en la prehistoria.

La medicina en la antigua Roma combinaba varias técnicas usando diferentes herramientas, metodología e ingredientes. La medicina romana estaba muy influenciada por la medicina griega. Los médicos griegos, incluyendo a Dioscórides y Galeno, practicaban la medicina y registraban sus descubrimientos en el Imperio romano. Estos dos médicos tenían conocimiento de cientos de hierbas, entre otras medicinas.
En la Antigua Roma la medicina se dividía en especialidades como la oftalmología y la urología. Se realizaban diversos  procedimientos quirúrgicos con muchos instrumentos diferentes, como fórceps, bisturís y catéteres.

## Introducción

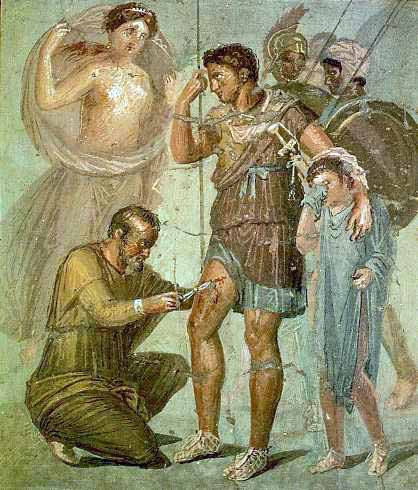
Soldado romano extrayendo una flecha de la pierna de un compañero de milicia con un instrumento de pinzas.

El Imperio romano fue una compleja y vigorosa combinación de elementos culturales griegos y romanos, forjada a través de siglos de contacto. Los autores latinos posteriores, especialmente Catón el Viejo y Plinio el Viejo, creían en un tipo de curación específicamente romano basado en hierbas, cantos, oraciones y amuletos fácilmente disponibles para cualquier cabeza de familia. La medicina griega se introdujo en Italia con el establecimiento y desarrollo de contactos militares y políticos entre las dos regiones. Pero no fue hasta la introducción del dios curativo Asclepio en el 291 a. C. y la llegada del médico griego Archagathus en el 219 a. C. que la medicina extranjera fue aceptada públicamente en Roma.
Dejando de lado algunas de las implicaciones más amplias de la influencia griega en la sociedad romana, el efecto de la medicina, la etnografía y la meteorología griegas fue particularmente pertinente en dos campos: la arquitectura y la atención sanitaria. Esto era particularmente importante desde la perspectiva del ejército romano, en el que hubo muchos avances médicos. Se estableció un cuerpo médico, se nombraron médicos permanentes, se establecieron los valetudinaria (hospitales militares) y en tiempos de César aparecieron los primeros indicios de atención sistemática a los heridos. La variedad y naturaleza de los instrumentos quirúrgicos descubiertos en los restos romanos indican un buen conocimiento de la cirugía.

## Medicina romana
La medicina romana estaba muy influenciada por las mujeres de los emperadores. La incorporación de la medicina griega en la sociedad romana permitió que Roma se transformara en una ciudad monumental para el 100 a. C. Al igual que los médicos griegos, los médicos romanos se basaban en observaciones naturalistas más que en rituales espirituales; pero eso no implica una ausencia de creencia espiritual. Las hambrunas y plagas trágicas se atribuían a menudo a castigos divinos; y se creía que el apaciguamiento de los dioses mediante rituales aliviaba estos acontecimientos. Se consideraba que el miasma era la causa fundamental de muchas enfermedades, ya fuera por hambrunas, guerras o plagas. Se formuló el concepto de contagio, lo que dio lugar a prácticas de cuarentena y mejora de la sanidad.
Uno de los primeros doctores prominentes de Roma fue Galeno. Se convirtió en un experto en la anatomía humana diseccionando animales, incluyendo monos, en Grecia. Debido a su prominencia y experiencia en la antigua Roma, Galeno se convirtió en el médico personal del emperador Marco Aurelio.

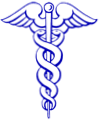
El caduceo es un bastón alado con dos serpientes enroscadas alrededor.

Los romanos también conquistaron la ciudad de Alejandría, que era un importante centro de aprendizaje; su Gran Biblioteca contenía incontables volúmenes de información médica de la antigua Grecia. Los romanos adoptaron en sus prácticas médicas muchas de las prácticas y procedimientos que encontraron en la Gran Biblioteca.
Los símbolos griegos y los dioses influyeron mucho en la medicina romana antigua. El caduceo, fue originalmente asociado con Hermes, el dios griego del comercio. Llevaba un bastón envuelto con una serpiente (el que lleva dos serpientes es el bastón de Mercurio, dios mensajero de los olímpicos que incluso podía entrar y salir del Tártaro llevando las almas de los muertos, por eso también era el dios protector de los ladrones y de los comerciantes), conocido como el caduceo, o bien, una copa con una serpiente. Este símbolo más tarde se asoció con el dios romano, Mercurio. Más tarde, en el siglo VII, el caduceo se asoció con la salud y la medicina debido a su asociación con el Azoth, el «universal solvente» alquímico.

## Oposición a la medicina griega en Roma
Catón el Viejo despreciaba todos los aspectos de la sociedad griega que los romanos decidieron imitar, incluyendo las esculturas, la literatura y la medicina. Catón consideraba la bienvenida dada en Roma a la medicina y los médicos griegos como una gran amenaza.
En Roma, antes de que hubiera médicos, los «paterfamilias» («jefes de familia») eran los responsables de tratar a los enfermos. El propio Catón el Viejo examinaba a los que vivían cerca de él, a menudo prescribiendo coles como tratamiento para muchas dolencias que iban desde el estreñimiento hasta la sordera. Él daba instrucciones precisas sobre cómo preparar la col para los pacientes con dolencias específicas. También usaba la col en forma líquida. Por ejemplo, una mezcla de col, agua y vino se incrustaba en el oído de un sordo para permitirle recuperar la audición. Catón trataba los apéndices fracturados o rotos con dos extremos de una caña cortada que se vendaba alrededor de la lesión.

## Médicos
Muchos médicos griegos se trasladaron a Roma. Muchos de ellos creían firmemente en lograr el equilibrio correcto de los cuatro humores y restaurar el calor natural de los pacientes. Alrededor del 200 a. C. muchas familias ricas de Roma tenían médicos griegos personales. Llegado el año 50 a. C., llegó a ser lo más común tener un médico griego.

### Dioscórides

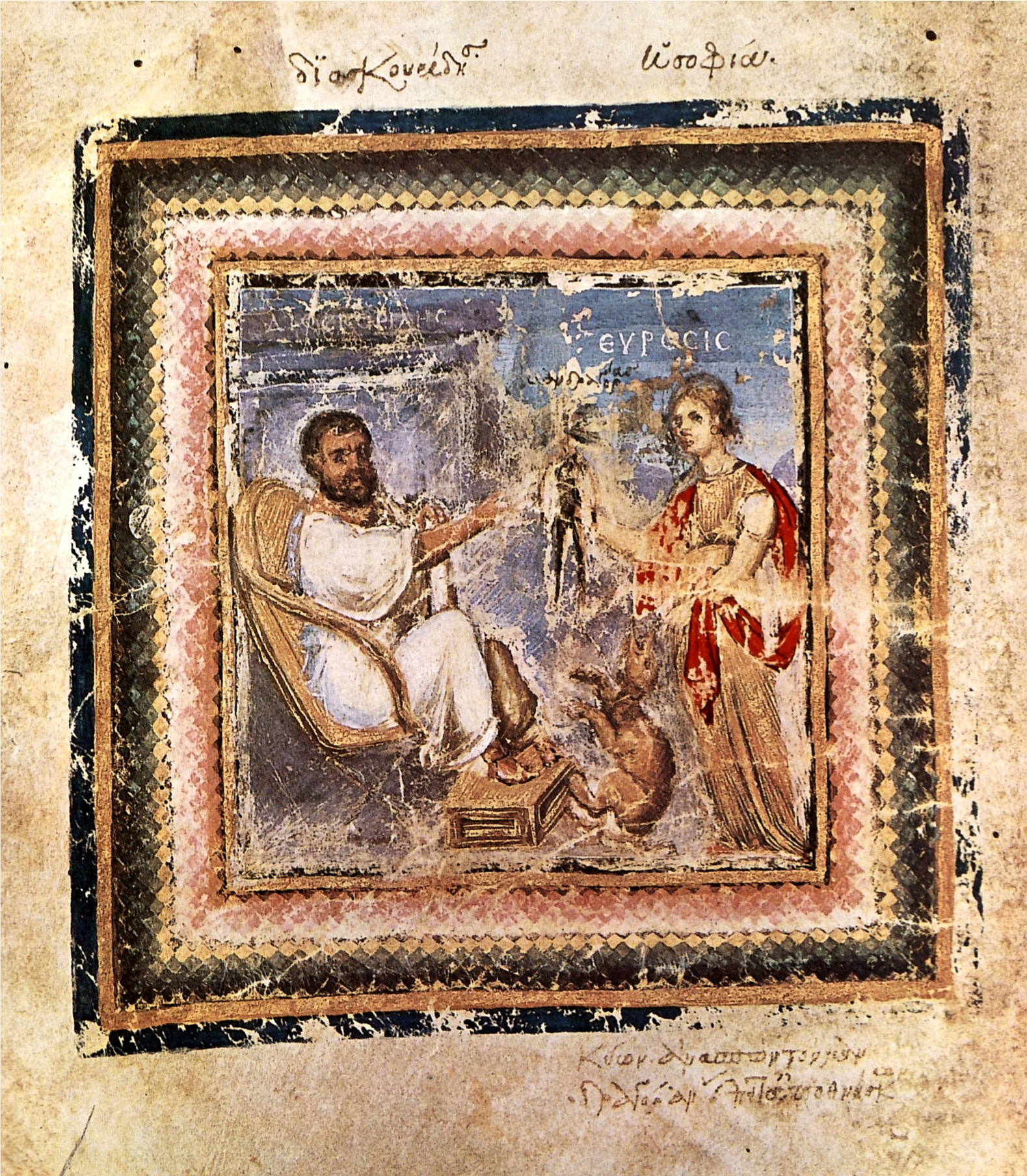
Dioscórides recibe una raíz de mandrágora. Manuscrito Dioscórides de Viena, copia de principios del.

Pedanio Dioscórides (c. 40-90) fue un botánico, farmacólogo y médico griego que ejerció en Roma durante el reinado de Nerón. Se convirtió en un famoso médico del ejército. Dioscórides escribió una enciclopedia de 5 volúmenes, De materia medica, que enumeraba más de 600 curas con hierbas, formando una farmacopea influyente y duradera. De materia medica fue usada extensamente por los médicos durante los siguientes 1500 años.

### Sorano de Éfeso
Sorano era un médico griego, nacido en Éfeso, que vivió bajo el mandato de los emperadores Trajano y Adriano(98-138). Según la Suda, ejerció en Alejandría y posteriormente en Roma. Fue el principal representante de la escuela de médicos de la escuela metódica. Existe su tratado sobre ginecología —publicado por primera vez en 1838, más tarde por V. Rose, en 1882, con una traducción al latín del siglo VI por Muscio, médico de la misma escuela—.

### Galeno

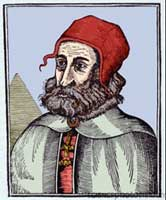
Galeno, un destacado médico antiguo romano de origen griego.

Galeno (129 - c. 200 o 216) de Pérgamo fue un prominente médico griego, cuyas teorías dominaron la ciencia médica occidental durante más de un milenio. A la edad de 20 años, había servido durante cuatro años en el templo local como terapeuta («asistente» o «asociado») del dios Asclepio. Aunque Galeno estudiaba el cuerpo humano, la disección de cadáveres humanos iba en contra de la ley romana, por lo que en su lugar utilizó cerdos, simios y otros animales.
Se trasladó a Roma en el 162. Allí dio conferencias, escribió extensamente y realizó demostraciones públicas de sus conocimientos de anatomía. Pronto se ganó una reputación como médico experimentado, atrayendo a su práctica un gran número de pacientes. Entre ellos estaba el cónsul Flavio Boecio, que lo introdujo en la corte imperial, donde se convirtió en médico del emperador Marco Aurelio.
A pesar de ser un miembro de la corte, Galeno supuestamente evitó el latín, prefiriendo hablar y escribir en su lengua nativa, una lengua que era muy popular en Roma. Trató a luminarias romanas como Lucio Vero, Cómodo y Septimio Severo. En 166 Galeno regresó a Pérgamo, pero volvió a Roma para siempre en el 169.
Galeno siguió la teoría de Hipócrates de los cuatro humores, creyendo que la salud dependía del equilibrio entre los cuatro principales fluidos del cuerpo (sangre, bilis amarilla, bilis negra y flema). Se creía que la comida era el objeto inicial que permitía la estabilización de estos humores. En cambio, los medicamentos, venesección, cauterización y la cirugía eran drásticos y debían utilizarse únicamente cuando la dieta ya no pudiera ayudar.
La supervivencia y la enmienda de la medicina hipocrática se atribuye a Galeno. Escribe que el médico «debe ser hábil en el razonamiento de los problemas que se le presentan, debe comprender la naturaleza y la función del cuerpo dentro del mundo médico y debe "practicar la templanza y despreciar todo el dinero"». El médico ideal trata con justicia tanto a los pobres como a la élite y es un estudiante de todo lo que afecta a la salud. Galeno hace referencia a Hipócrates a lo largo de sus escritos, diciendo que la literatura hipocrática es la base de la conducta y los tratamientos de los médicos. Los escritos de Galeno sobrevivieron más que otros escritos médicos de la antigüedad.

### Asclepíades
Asclepíades estudió medicina en Alejandría y la practicó en Asia Menor y en Grecia antes de trasladarse a Roma en el siglo I a. C. Su conocimiento de la medicina le permitió prosperar como médico. Asclepiades fue un médico líder en Roma y fue un amigo cercano de Cicerón.
Desarrolló su propia versión de la estructura molecular del cuerpo humano. El modelo atómico de Asclepiades contenía átomos de múltiples formas que pasaban por los poros del cuerpo. Se requería que los dos estuvieran en sincronía para evitar enfermedades.
Asclepiades creía firmemente en los baños calientes y fríos como remedio para la enfermedad; sus técnicas no infligían a propósito un dolor severo al paciente. Sus otros remedios incluían: escuchar música para inducir a la sedación, y consumir vino para curar el dolor de cabeza y la fiebre. Asclepiades es el primer médico documentado en Roma que utiliza la terapia de masaje.

## Hospitales

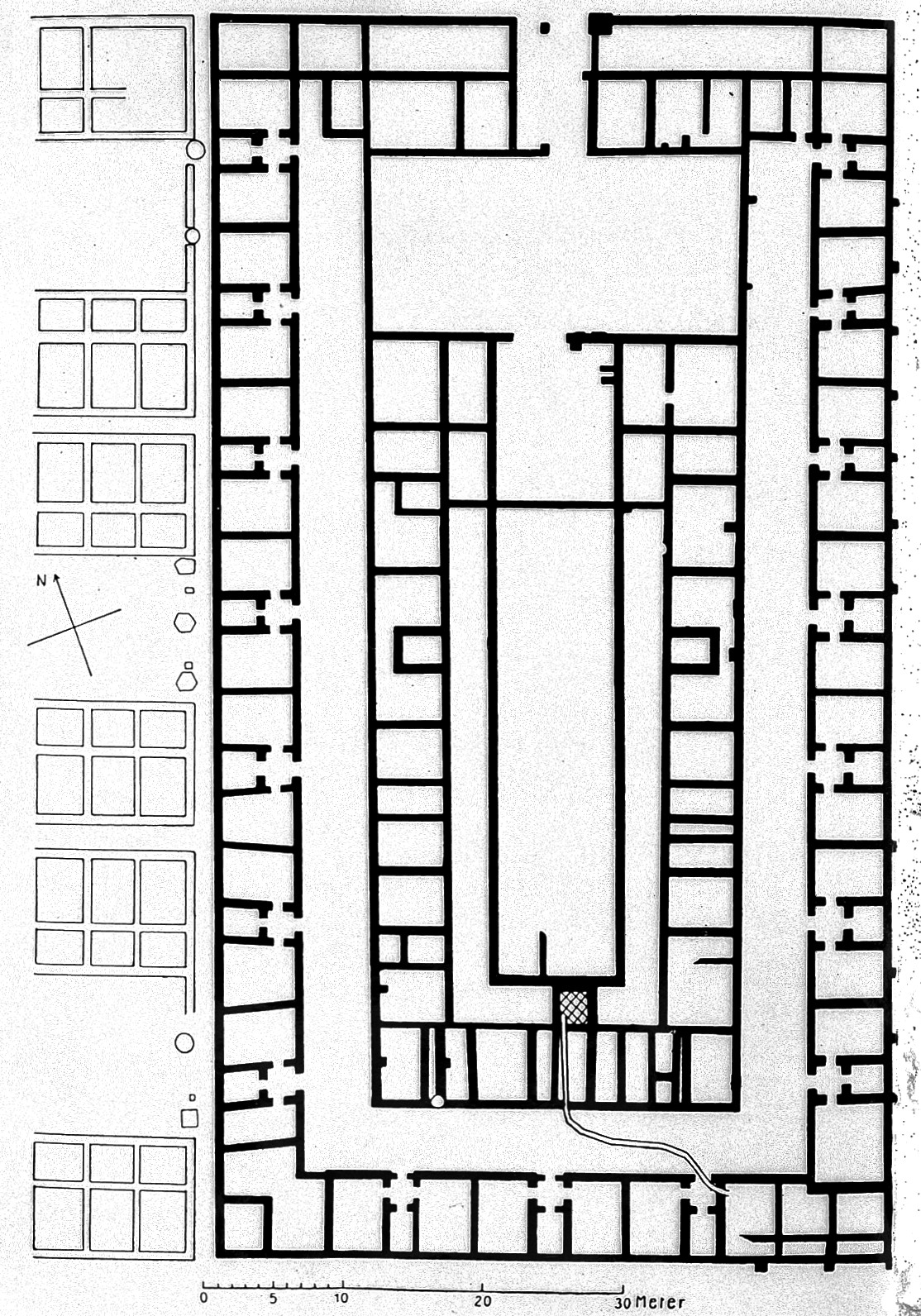
Plano de Valetudinarium, cerca de Düsseldorf, Alemania. Finales del.

El sistema médico romano vio el establecimiento de los primeros hospitales; que se reservaron para los esclavos y los soldados. Se asignaron médicos para seguir a los ejércitos o barcos, atendiendo a los heridos. La atención médica para los pobres era casi inexistente. Se encontraron tabletas de exvotos en el lecho del río Tíber que testifican cómo aquellos que habían pedido la intercesión del dios Esculapio para obtener su recuperación fueron en peregrinación. En realidad, no era un hospital real donde se brindaba atención continua a los enfermos, sino una especie de hospital donde quedaban los esclavos enfermos que los propietarios no tenían la intención de curar. No hay evidencia de que haya habido alguna organización para el cuidado de los enfermos que probablemente fueron llevados allí y abandonados a su suerte. Se tiene noticia que el emperador Claudio intervino para poner fin a esta costumbre arreglando que si el esclavo abandonado fuera sanado, podría considerarse libre.
Los primeros hospitales romanos conocidos del Imperio Romano fueron construidos en los siglos I y II, en el reinado del emperador Trajano. La expansión del ejército más allá de la península italiana significó que los heridos ya no podían ser atendidos en casas privadas. Por esta razón se estableció el valetudinarium.
Los valetudinarium eran hospitales de campaña o campos militares volantes, y comenzaron como un pequeño grupo de tiendas y fortalezas dedicadas a los soldados heridos. Con el tiempo, las construcciones temporales se convirtieron en instalaciones permanentes. Los hospitales originales se construyeron a lo largo de las principales carreteras y pronto se convirtieron en parte de la arquitectura de los fuertes romanos. Normalmente se colocaban cerca de la muralla exterior en una parte tranquila de la fortificación.

### Edificio del hospital

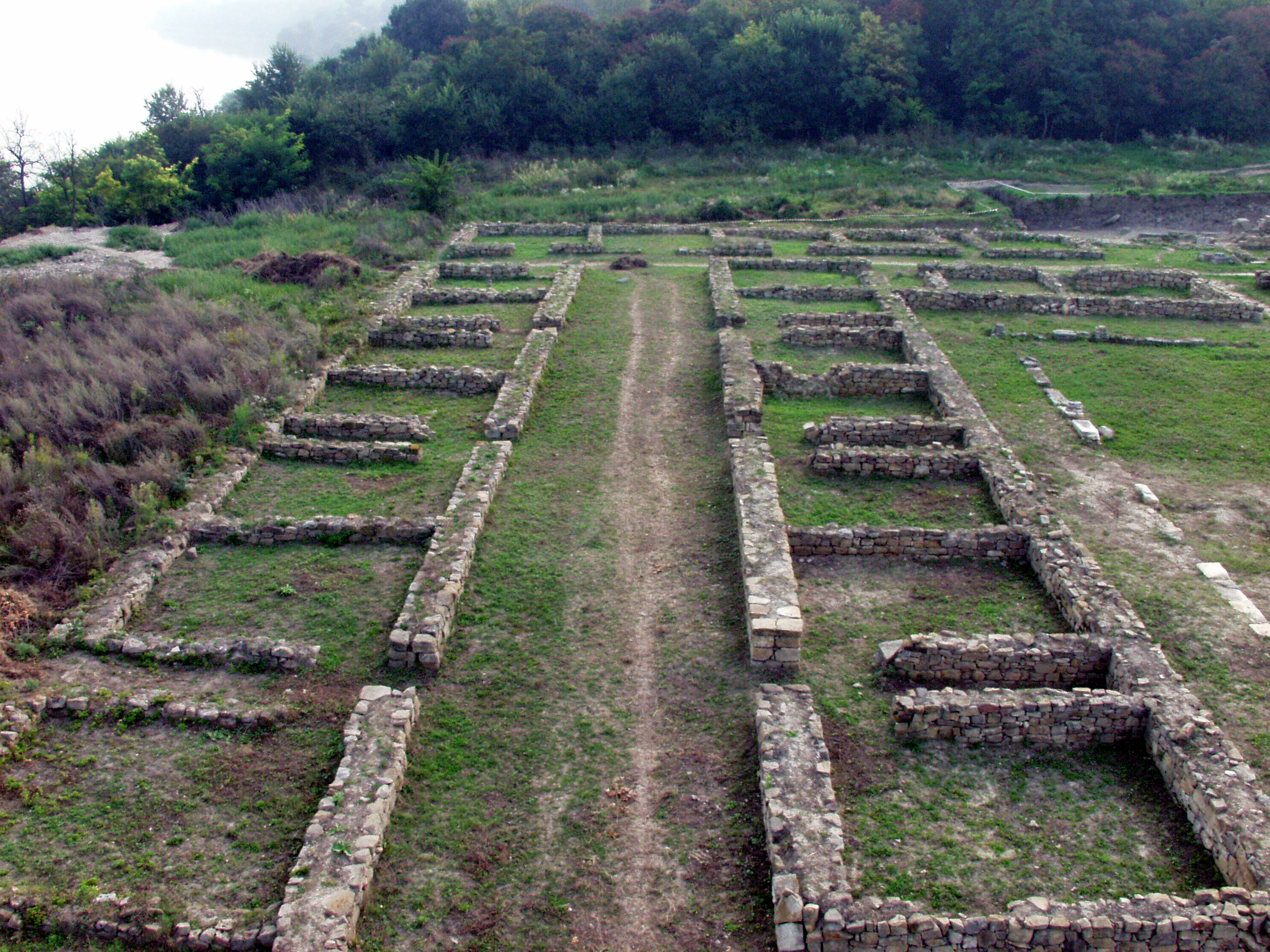
Típica estructura de un di valetudinarium militar de las fuerzas legionarias romanas de Novae en la Mesia.

Una valetudinaria estándar era un edificio rectangular que consistía en cuatro alas, conectadas por un vestíbulo de entrada que podía ser usado como un centro de triaje. Cada hospital de la legión se construyó para alojar entre el 6% y el 10% de los 5.000 hombres de la legión. El edificio también incluía un gran vestíbulo, una sala de recepción, un dispensario, una cocina, una sala para el personal e instalaciones lavandería y letrinas.

## Instrumentos quirúrgicos

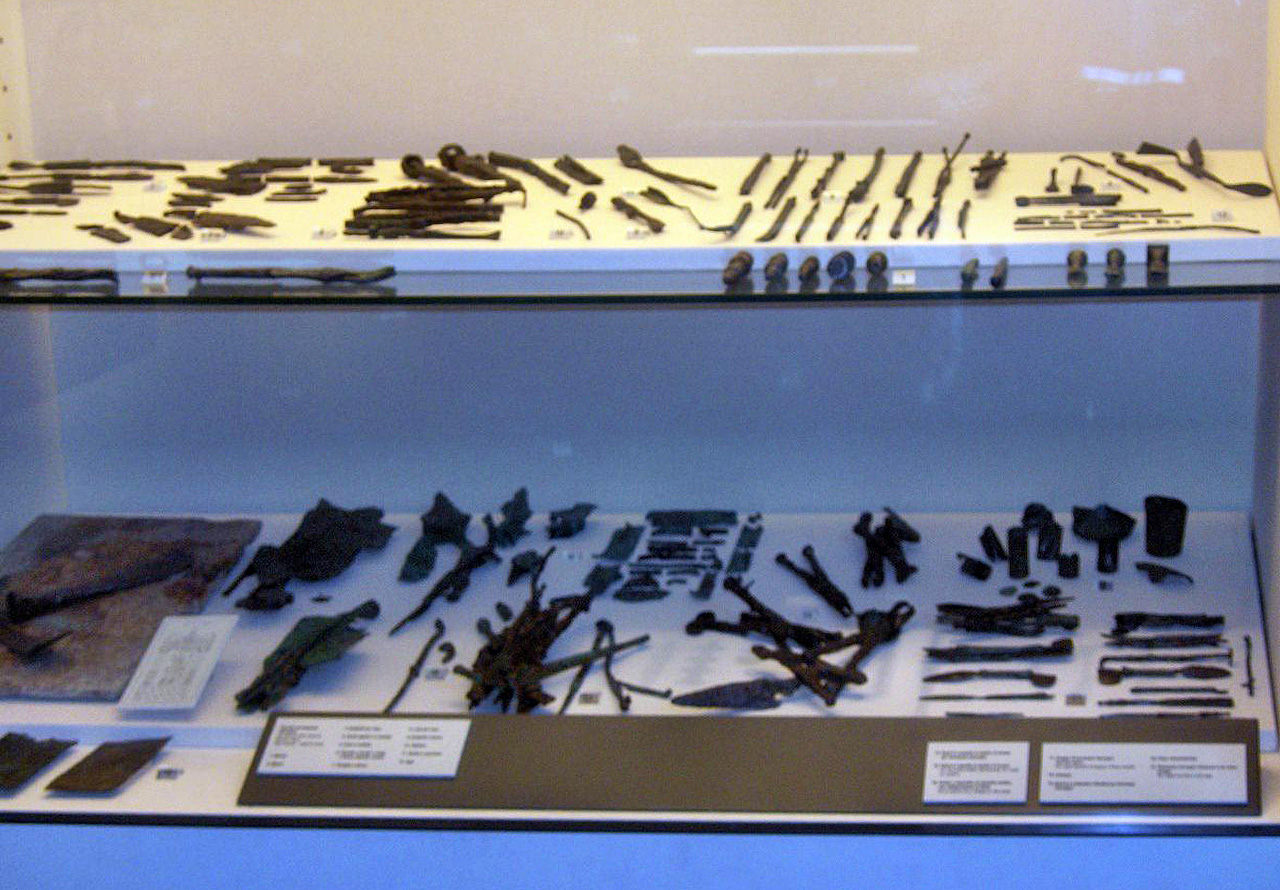
Instrumentos quirúrgicos romanos; de la «Casa del cirujano»" en Ariminum (Rímini, Italia).

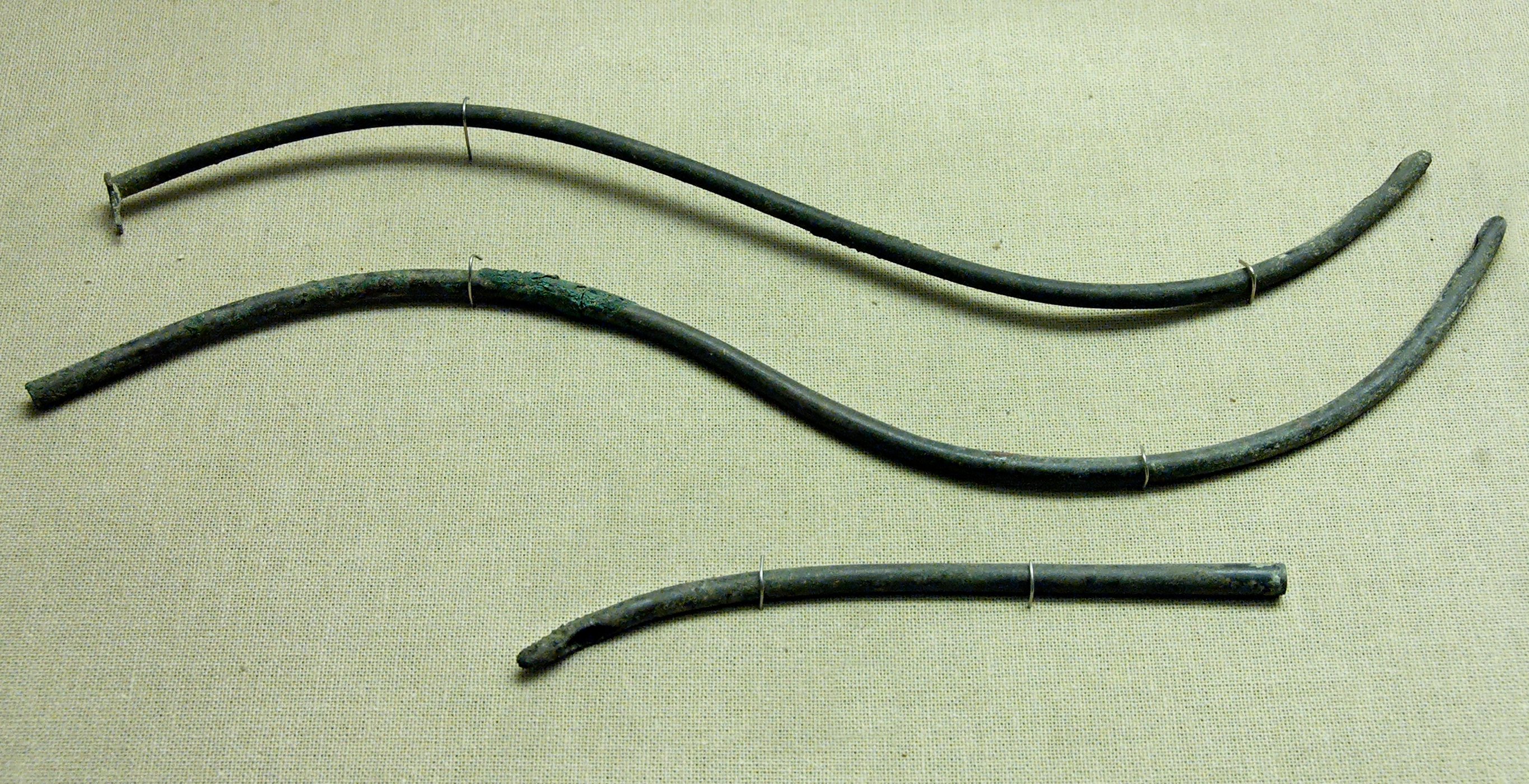
Catéteres de bronce romanos antiguos.

Se conoce una variedad de instrumentos quirúrgicos de la arqueología y la literatura médica romana, incluyendo:

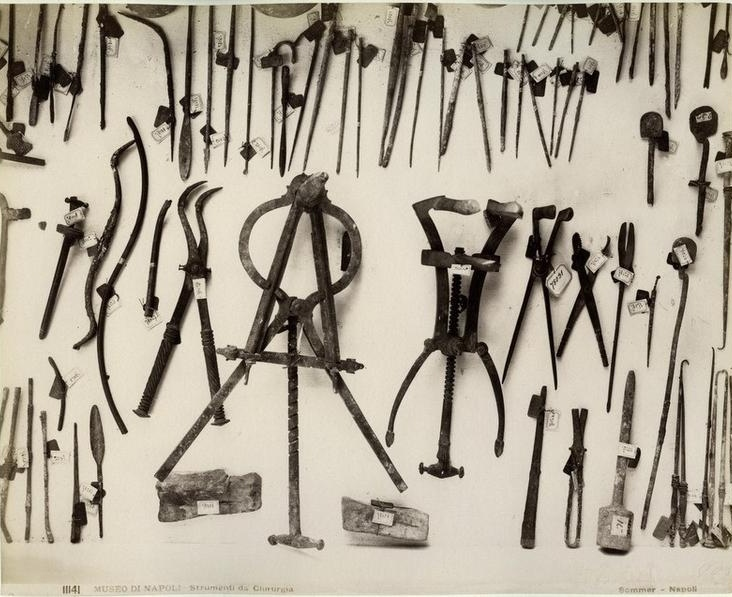
Instrumentos quirúrgicos romanos encontrados en Pompeya.

Espéculo rectalUn instrumento mencionado por Hipócrates, que permitía a los médicos examinar la cavidad rectal de un paciente.
Palancas para huesosUna herramienta usada para hacer palanca en los huesos para que vuelvan a su lugar correcto en una extremidad.
Vasos de ventosasContenedores utilizados para el sangría. Se utilizaron recipientes de diferentes tamaños dependiendo de la cantidad de sangre que se esperaba.
TubosDespués de la cirugía, un tubo de bronce o de plomo se insertaba en el paciente para prevenir adherencias o contracciones.
CauterizadorLa herramienta de «pan y mantequilla» de un médico. Este instrumento se usaba para varios propósitos, como detener el sangrado, cortar la carne o quitar los crecimientos.
Tijeras quirúrgicasEl corte de pelo se consideraba en realidad un procedimiento médico.
Sondas de espátulaUn instrumento de doble cara usado por casi todos los médicos. Un extremo se usaba para mezclar medicamentos, mientras que el otro extremo era plano y se usaba para extender los medicamentos al paciente.
EscalpeloPueden ser de acero o de bronce. Los antiguos bisturís o escalpelos, tenían casi la misma forma y función que los actuales. El tipo más usual era el más largo, el de acero. Estos podrían ser usados para hacer una variedad de incisiones, pero parecen ser particularmente adecuados para cortes profundos o largos. Los bisturís de bronce más pequeños, llamados de «vientre», también se usaban frecuentemente ya que su forma permitía hacer cortes delicados y precisos.
Ganchos obstétricosUn instrumento común usado por los médicos romanos y griegos. Había dos tipos básicos de ganchos: afilados y romos. Los ganchos romos se usaban principalmente como sondas para la disección y para elevar los vasos sanguíneos. Los ganchos afilados, por otro lado, se usaban para sostener y levantar pequeños trozos de tejido para poder extraerlos, y para retraer los bordes de las heridas.
Taladros de huesosConducidos en su movimiento de rotación por medio de una correa en varias configuraciones. Se utilizaban para extraer el tejido óseo enfermo del cráneo y para eliminar objetos extraños (como un arma) de un hueso.
Fórceps para huesosUtilizadas para extraer pequeños fragmentos de hueso que no podían ser agarrados por los dedos.
CatéteresUtilizados para abrir un tracto urinario bloqueado y dejar que la orina salga libremente del cuerpo. Los primeros catéteres eran tubos huecos hechos de acero o bronce, y tenían dos diseños básicos. Había catéteres con una ligera curva en S para los hombres y unos más rectos para las mujeres. Había dispositivos de forma similar que se usaban para sondear la vejiga en busca de calcificaciones.
Fórceps para la úvulaEstas pinzas de mandíbula finamente dentadas fueron diseñadas para la amputación de la úvula. El médico aplastaba la úvula con las pinzas antes de cortarla para reducir el sangrado.
Espéculos vaginalesEntre los instrumentos más complejos utilizados por los médicos romanos y griegos. La mayoría de los espéculos vaginales descubiertos consisten en un dispositivo de tornillo que, al girar, obliga a una barra transversal a empujar las palas hacia fuera.
EspátulaSe usaba para mezclar y aplicar varias pomadas.
Sierra quirúrgicaSe utilizaba para cortar huesos, por ejemplo en amputaciones.

## Medicamentos

### Dieta
La dieta correcta se consideraba esencial para una vida sana. Se percibía que la comida tenía un efecto curativo o un efecto causal en las enfermedades, determinado por su impacto en los humores; así como la prevención de las enfermedades. La moderación de los alimentos era clave para una vida sana y dio lugar a filosofías de alimentación saludable. Cuando la dieta ya no promovía la salud, se utilizaban drogas, flebotomía, cauterización o cirugía. El hecho de que los pacientes tuvieran el control de sus vidas, que manejaran sus propias dietas médicas preventivas y la libertad de buscar médicos, indica que se valoraba la autonomía del paciente.

### Herboristería y otros medicamentos
Los médicos romanos utilizaban una amplia gama de hierbas y otras medicinas. Sus nombres antiguos, a menudo derivados del griego, no corresponden necesariamente a especies modernas individuales, aunque tengan los mismos nombres. Las medicinas conocidas incluyen:
| Probable substancia | Nombre Latín/Griego | Indicación y efectos | Referencia |
| ------------------- | ------------------- | --- | ---------- |
| Hinojo              | Ippomarathron       | Cura la micción dolorosa; expulsa el flujo menstrual; detiene la secreción intestinal; saca la leche materna; rompe los cálculos renales y urinarios | [ 37 ]     |
| Ruibarbo            | Ra                  | Para flatulencia, convulsiones, trastornos internos (estómago, bazo, hígado, riñones, matriz, peritoneo), ciática, asma, raquitismo, disentería, etc | [ 38 ]     |
| Genciana            | Gentiane            | Calentamiento, astringente; para picaduras venenosas, trastornos hepáticos; induce el aborto; trata úlceras profundas, inflamación ocular            | [ 39 ]     |
| Aristolochia        | Aristolochia        | Venenosa; ayuda en el parto | [ 40 ]     |
| Regaliz             | Glukoriza           | Calma el estómago; trastornos del pecho, hígado, riñón y vejiga                                                                                      | [ 41 ]     |
| Aloe                | Aloe                | Cura las heridas (aplicado en seco); elimina forúnculos; purgante; trata la alopecia                                                                 | [ 42 ]     |

Las esculturas y santuarios de curación eran lugares de oración y sacrificio tanto para los pobres como para la élite, y eran comunes en todo el Imperio romano. La reverencia por los santuarios y estatuas reflejaba una búsqueda de curación, orientación y alternativas a médicos y drogas humanas.
En el 2013, científicos italianos estudiaron el contenido de un buque de transporte romano, conocido como el Relitto del Pozzino, que se hundió frente a la costa de Populonia, Toscana, alrededor del año 120 a. C., y que fue excavado durante las décadas de 1980 y 1990. El barco tenía un botiquín con píxidos en su interior, que contenía tabletas o píldoras medicinales llenas de varios compuestos de zinc, así como óxido de hierro, almidón, cera de abejas, resina de pino y otros materiales derivados de las plantas, que probablemente servían como una especie de medicina para los ojos o colirio.

## Tratamientos

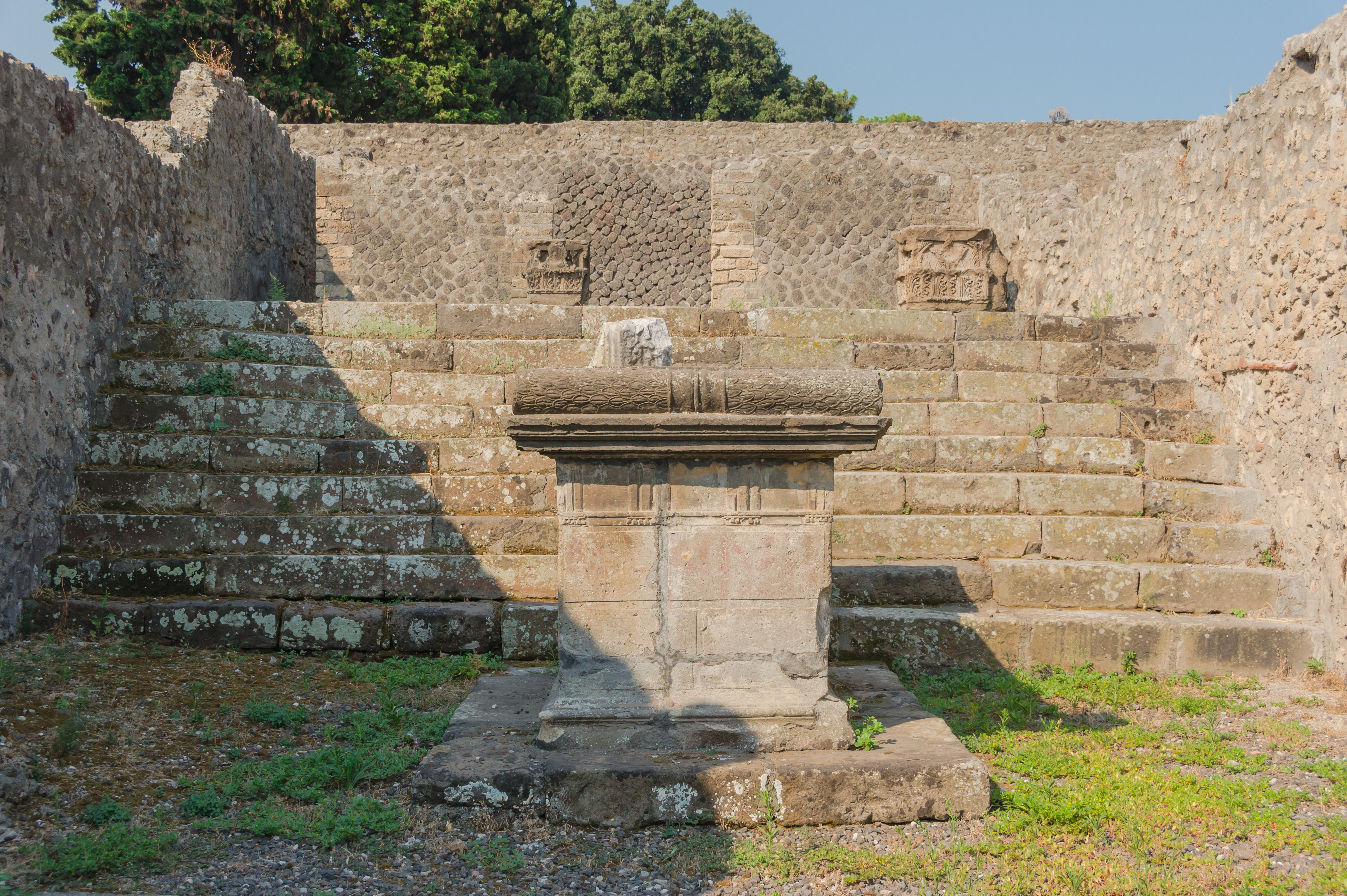
Altar en el templo de Esculapio, Pompeya, Italia

### Santuarios de curación
El objetivo general de un médico era ayudar a las personas afectadas por enfermedades o lesiones lo mejor que pudieran; la credibilidad del médico se basaba en sus curas exitosas. Por supuesto que no podían sanar enfermedades de manera confiable; a veces lo mejor que podían esperar era que sus tratamientos no empeorasen los problemas de sus pacientes. Muchos médicos fueron criticados por sus colegas por su incapacidad para curar una enfermedad aparentemente simple. Las brechas en la atención prestada por el médico se llenaron con varios tipos de atención médica sobrenatural; los romanos creían en el poder de los mensajes divinos y la curación.
A lo largo de la historia grecorromana y egipcia hay descripciones de santuarios de curación dedicados a los diversos dioses. Los romanos enfermos o heridos solían acudir a los templos dedicados a Asclepio, el dios de la curación, ya que se creía que el dios realmente habitaba el santuario y proporcionaba curación divina a los suplicantes. El proceso en sí era sencillo: el enfermo hacía una donación específica al templo y luego se sometía a un proceso llamado «incubación» en el que se trasladaba a una habitación especial donde el dios podía ponerse en contacto con él, a menudo a través de sueños en los que el dios prescribía los cuidados o los proporcionaba él mismo. A menudo el tipo de cura prescrita sería bastante similar a las prácticas médicas reales de los médicos de la época. Este tipo de atención sobrenatural no entraba en conflicto con la asistencia sanitaria general. Los médicos a menudo recomendaban que los pacientes fueran a un santuario de curación cuando estaban afligidos por una enfermedad que el médico no podía curar. Esto permitía que la reputación del médico permaneciera intacta, ya que era visto más como una referencia que como un fracaso.

### Colostrum
Los textos médicos griegos y romanos prescriben el uso de una variedad de sustancias, de diversa importancia médica y religiosa. Varias sustancias, como el azufre, el asfalto y los excrementos de animales, se asociaban a la práctica de la purificación humana. La práctica de utilizar la leche materna de la mujer como medicina tiene raíces muy tempranas en los textos médicos egipcios. En varios de esos textos hay referencias al uso de la leche de una mujer que ha dado a luz a un niño varón. Se dice que esta práctica se basa en las representaciones de varias estatuas de la diosa Isis amamantando a su hijo, el dios Horus. Tanto los textos egipcios como los griegos establecen que la leche utilizada con fines medicinales debe ser estrictamente de una mujer que ha dado a luz un hijo varón. Los tratamientos con leche materna difieren enormemente entre la cultura griega y la romana. En la medicina griega, la leche se consumía muy raramente. En cambio, se usaba en recetas de ungüentos y lavados que trataban las quemaduras y otras enfermedades de la piel. Estos tratamientos se daban exclusivamente a las mujeres, ya que el cuerpo de las mujeres se consideraba «contaminado» en algún sentido. En marcado contraste, el uso romano del calostro estaba más extendido y era más variado. En cambio, la leche era ingerida por el paciente y el tratamiento se administraba tanto a hombres como a mujeres. En general, los romanos parecían menos preocupados por la llamada «contaminación» del cuerpo de la mujer. Los cuerpos de hombres y mujeres se consideraban análogos.
Se ha demostrado en los tiempos modernos que hacer que los pacientes ingieran leche materna (o calostro) es en realidad un tratamiento bastante eficaz. Se ha demostrado que el calostro previene el crecimiento de la bacteria Staphylococcus, que es una causa conocida de varios tipos de infección. El calostro es aproximadamente la mitad de efectivo que algunos antibióticos prescritos a los pacientes hoy en día. También es efectivo contra la bacteria chlamydia; esta es la causa de una enfermedad de transmisión sexual y también puede causar un severo deterioro de la vista, si no ceguera. Por lo tanto, el calostro era un tratamiento bastante efectivo en el mundo antiguo, tal vez por eso fue visto como un tratamiento divino.

## Métodos de diagnóstico

### Sueños
La interpretación de los sueños era otra vía para el tratamiento de las enfermedades por parte de los médicos. A menudo las interpretaciones de los sueños de un paciente determinaban el tratamiento que recibían. Una obra hipocrática llamada Regimen detalla muchos de los principios esbozados por Galeno: específicamente los humores y ejemplos de cómo podrían ser utilizados para prescribir un tratamiento. El tema de este método es conocer al paciente. Para saber cómo tratar a una persona, el médico debía familiarizarse e interpretar los aspectos importantes de su vida: el clima, su ingesta de alimentos, cuánto duerme, cuánto bebe, cualquier lesión. Entonces sacar conclusiones sobre el paciente y lo que debe hacer para que vuelva a estar en equilibrio. El cuarto libro del Regimen es la primera mención del tema de la medicina del sueño. Los sueños fueron utilizados por los médicos en el diagnóstico. Añadieron otra capa de profundidad a la investigación del médico sobre el paciente. Se pensaba que el alma servía al propósito que el cerebro ha descubierto que sirve. La sensación, el dolor, el movimiento y otros conceptos fisiológicos se creían que eran obra del alma. También se pensaba que el alma continuaba el trabajo de mantenimiento del cuerpo incluso cuando una persona está durmiendo. Por lo tanto, los sueños mostrarían lo que aqueja a una persona.
Había dos tipos de sueños asociados con la medicina: proféticos y de diagnóstico. Los sueños proféticos eran de origen divino y predecían buenas o malas noticias para el futuro. Los sueños de diagnóstico eran el resultado de que el alma dijera lo que afectaba al cuerpo. Si los sueños eran de eventos cotidianos normales, su cuerpo estaba sano y en equilibrio. Cuanto más lejos de la norma, y cuanto más caóticos eran los sueños, más enfermo estaba el paciente. Los tratamientos que se recomendaron se dirigían a lo que los sueños mostraban, e intentaban enderezar el cuerpo a través del consumo de comida que tuviera las características de humor correctas.

## Transmisión textual

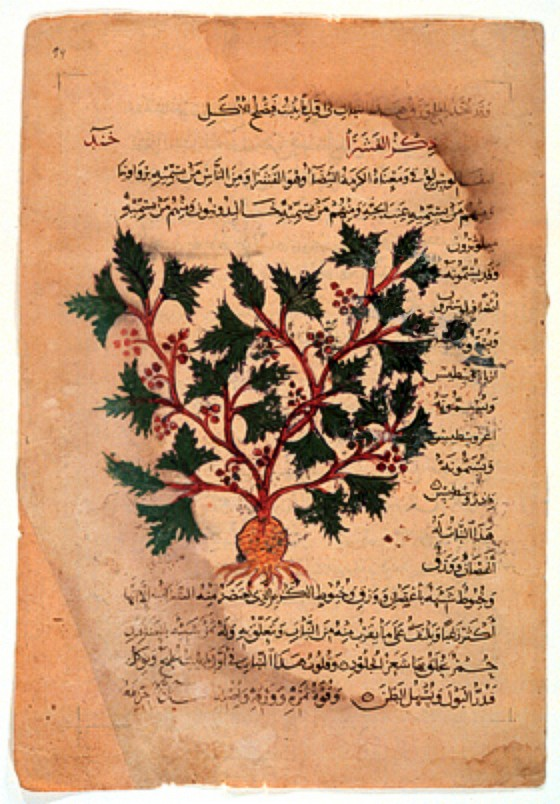
Copia en árabe De materia medica,, donde se describe y dibuja la vid Vitis.

Los textos médicos galénicos encarnan la tradición médica escrita de la antigüedad clásica. Poca palabra escrita ha sobrevivido desde antes de esa época. Sin embargo, el volumen de las obras escritas existentes de Galeno es de casi 350, superando con creces a cualquier otro escritor de la época. Antes de Galeno, gran parte del conocimiento médico sobrevivía por el boca a boca. La tradición de transmisión y traducción se originó con el De materia medica, una enciclopedia escrita por Pedanius Dioscorides entre los años 50 y 70. Dioscórides era un médico romano de ascendencia griega. Los manuscritos clasificaban e ilustraban más de 1000 sustancias y sus usos. De materia médica influyó en el conocimiento médico durante siglos, debido a su difusión y traducción al griego, al árabe y al latín. 
Galeno escribió en griego, pero las traducciones al árabe y al siríaco también sobrevivieron. Se refirió y cuestionó las obras escritas por los médicos y autores hipocráticos, lo que dio una visión de otras filosofías médicas populares. Herófilo, conocido por sus textos sobre anatomía a través de la disección, y Erasístrato, también conocido por su anatomía y fisiología, sobreviven a través de la referencia galénica. Galeno también se refirió a las obras escritas del médico metodista Sorano, conocido por su tratado de cuatro libros sobre ginecología. Su síntesis de las filosofías médicas anteriores y la amplia gama de temas produjo el legado textual que Galeno dejó a la comunidad médica durante los siguientes 1500 años.

## Decadencia de la medicina romana

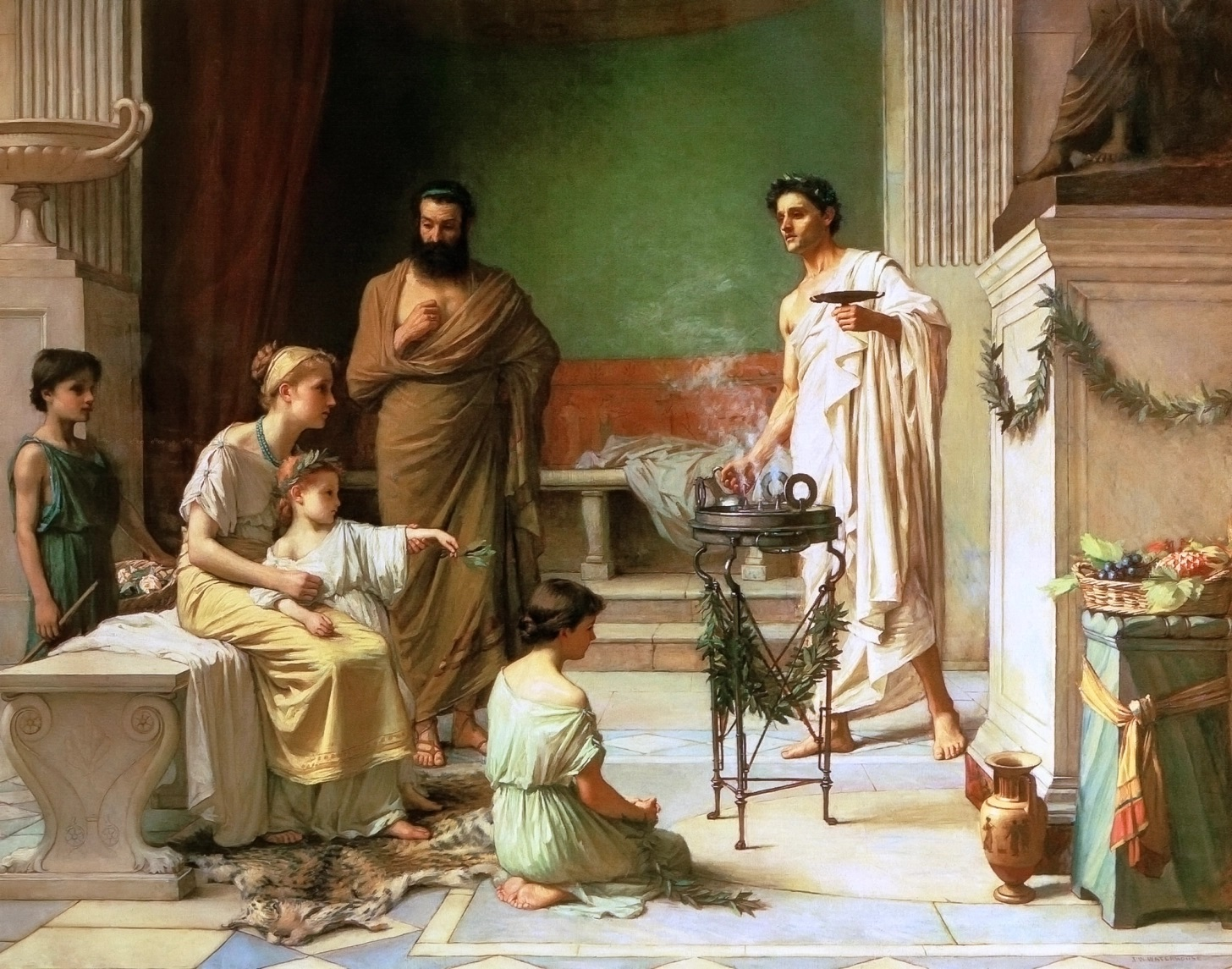
El templo de Esculapio el Salvador de una pintura de John William Waterhouse.

Con la caída del Imperio romano, la medicina romana también declinó, junto con otras ramas de la ciencia y la tecnología: la Edad Media se caracterizó por grandes epidemias y plagas y cientos de miles de víctimas. Con el surgimiento del cristianismo, el culto de Esculapio el Salvador, es reemplazado por Cristo, el médico del alma y del cuerpo: el Evangelio se dirige a los enfermos y habla de la curación como una intervención divina. La medicina religioso-cristiana combate las fórmulas mágicas y promueve las oraciones, la imposición de manos y la unción con óleo santo y los estudios e investigaciones científicas se consideran inútiles. La influencia de las corrientes místicas de oriente se encuentra con esta medicina religiosa y se funde en una medicina popular que recurre al culto de los sanadores santos que, con el tiempo y la influencia bizantina, se convertirá en una medicina conventual que, sobre todo con el uso de las hierbas medicinales y el redescubrimiento de los antiguos textos médicos, marcará el inicio de una nueva ciencia médica.